# Contea di Mercer (Ohio)
La contea di Mercer (in inglese Mercer County) è una contea dello Stato dell'Ohio, negli Stati Uniti. La popolazione al censimento del 2000 era di 40 924 abitanti. Il capoluogo di contea è Celina.